# Spore (gromada)
Spore – dawna gromada, czyli najmniejsza jednostka podziału terytorialnego Polskiej Rzeczypospolitej Ludowej w latach 1954–1972.
Gromady, z gromadzkimi radami narodowymi (GRN) jako organami władzy najniższego stopnia na wsi, funkcjonowały od reformy reorganizującej administrację wiejską przeprowadzonej jesienią 1954 do momentu ich zniesienia z dniem 1 stycznia 1973, tym samym wypierając organizację gminną w latach 1954–1972.
Gromadę Spore z siedzibą GRN w Sporem utworzono – jako jedną z 8759 gromad na obszarze Polski – w powiecie szczecineckim w woj. koszalińskim na mocy uchwały nr 43/54 WRN w Koszalinie z dnia 5 października 1954. W skład jednostki weszły obszary dotychczasowych gromad Spore, Nowe Gonne, Brzeźno i Dalęcinko ze zniesionej gminy Spore oraz obszar dotychczasowej gromady Gałowo ze zniesionej gminy Szczecinek w tymże powiecie. Dla gromady ustalono 13 członków gromadzkiej rady narodowej.
31 grudnia 1968 z gromady Spore wyłączono: a) obszar gruntów PGR Skotniki, włączając go do gromady Parsęcko; b) wsie Dalęcinko i Gałowo, włączając je do gromady Szczecinek – w tymże powiecie, po czym gromadę Spore zniesiono, a jej (pozostały) obszar włączono do gromady Wierzchowo tamże.